# Creesers
Creesers (middelnederlands) of krijsers waren leden van de meest revolutionaire groep die vanaf 1537 in Gent verzet pleegde tegen Keizer Karel V. Het verzet culmineerde in de opstand in 1540. Zij behoorden tot de armste sociale klasse en werden geleid door enkele Gentse patriciërs (onder andere advocaat Simon Borluut).
De landvoogdes Maria van Hongarije had via een bede geld aan de Gentenaars gevraagd om de oorlog van haar broer keizer Karel tegen Italië  te bekostigen. De Collatie die de belangen van de bevolking verdedigde, weigerde herhaaldelijk.
Maria riep daarop de hulp in van keizer Karel V die de stad in februari 1540 binnentrok met een leger van vierduizend landsknechten, duizend boogschutters, vijfhonderd hellebaardiers en een groot gevolg geestelijke en wereldlijke waardigheidsbekleders. Hij legde de Gentenaars in het Prinsenhof de Concessio Carolina op. Als straf verplichtte hij op 3 mei een grote groep Gentenaars waaronder edellieden, stadsambtenaars en bekende poorters blootsvoets voor hem te lopen, gekleed in een zwarte tabbaard. De stoet werd gesloten door 50 creesers met een strop rond hun nek. Sinds deze amende honorable worden Gentenaars stroppendragers genoemd.